# Thomas Tillotson

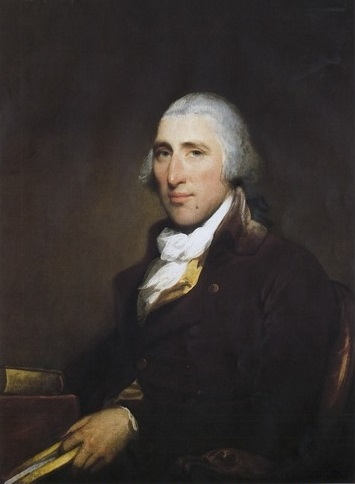
Thomas Tillotson

Thomas Tillotson (* 1750 in Province of Maryland; † 5. Mai 1832 in Rhinebeck, New York) war ein US-amerikanischer Arzt und Politiker. Zwischen 1797 und 1799 vertrat er den Bundesstaat New York im US-Repräsentantenhaus.

## Werdegang
Thomas Tillotson wuchs während der britischen Kolonialzeit auf. Er saß in den Jahren 1788, 1789 und 1790 in der New York State Assembly, wo er den Dutchess County vertrat. Zwischen 1791 und 1800 war er Mitglied im Senat von New York. In dieser Zeit vertrat er den Middle District. Er war Mitglied eines Ausschusses, der über mehrere Formfehler bei der Gouverneurswahl von 1792 entscheiden musste. Die Entscheidung fiel zu Gunsten von George Clinton.
Bei den Kongresswahlen des Jahres 1800 wurde Tillotson im fünften Wahlbezirk von New York in das US-Repräsentantenhaus in Washington, D.C. gewählt, trat allerdings zurück, bevor das US-Repräsentantenhaus zur konstituierenden Sitzung zusammentrat. Theodorus Bailey wurde dann am 6. Oktober 1801 in das US-Repräsentantenhaus wiedergewählt, um die Vakanz zu füllen, die durch den Rücktritt von Tillotson entstand.
Tillotson war zwischen 1801 und 1806 sowie in den Jahren 1807 und 1808 geschäftsführender Beamte (Secretary of State) von New York. Er verstarb am 5. Mai 1832 in Rhinebeck und wurde dann dort auf dem Rhinebeck Reformed Dutch Church beigesetzt. Tillotson war mit Margaret Livingston verheiratet. Das Paar hatte vier gemeinsame Kinder.